# Franz Weiling

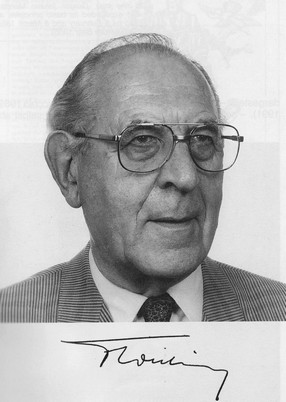
Franz Weiling

Franz Weiling (* 20. September 1909 in Dülmen; † 27. Juni 1999 in Bonn) war ein deutscher Biologe und Professor an der Friedrich-Wilhelms-Universität Bonn.

## Leben
Nach dem naturwissenschaftlichen Abitur (1928) mit den Schwerpunkten Mathematik, Physik und Biologie studierte er ab 1929 Philosophie und Theologie in Brasilien. Das darauf folgende Studium der Botanik, Zoologie, Physik und Mathematik an der Universität Münster beendete er 1940 mit einer Dissertation.
Als er 1941–1945 als Sanitäter in Lappland Kriegsdienst leistete, machte er sich mit der subarktischen Flora vertraut, deren Erforschung er sich auch zwischen 1978 und 1985 bei Studienaufenthalten in einem finnischen Forschungszentrum widmete. Von 1945 bis 1947 arbeitete er als Assistent am Botanischen Institut der Universität Münster, um sich 1949 am Institut für Landwirtschaftliche Botanik der Universität Bonn zu habilitieren. Zunächst als Privatdozent und ab 1957 als apl. Professor hielt er Vorlesungen in Botanik und war ab 1963 als Wissenschaftlicher Rat und Professor tätig. Er bearbeitete die Forschungsfelder Hybridisierungen bei Kürbisarten, In-vitro-Kultur und Gentechnologie. Dabei gelang es ihm bereits 1959, mit Hilfe künstlicher Embryonenkulturen bei bislang miteinander nicht kreuzbaren Arten fertile Nachkommen zu erzielen.
Ein Forschungsauftrag über den Einfluss verschiedener Kulturmaßnahmen auf die quantitativen und qualitativen Ertragseigenschaften der Kulturrebe entwickelte sich zu einer umfangreichen und für den Weinbau erfolgreichen Versuchs- und Forschungstätigkeit. Als einer der führenden Biometriker wies Franz Weiling dem weinbaulichen und kellerwirtschaftlichen Versuchswesen neue Wege auf und bot spezielle Vorlesungen und Seminare an. Vorrangige Arbeitsgebiete waren die Klonen- und Sortenforschung, die Güte-Menge-Beziehung sowie weinsensorische Fragestellungen. Um das Versuchswesen wirtschaftlicher zu gestalten, begann er, rechnergesteuerte Statistik-Programme zu entwickeln. Dadurch wurde es möglich, mehrere Reb- und Weinmerkmale sowie Wirkursachen (Kulturbehandlungen, Jahre, Standorte) in die Rechenanalysen einzubeziehen.
Das besondere Interesse von Franz Weiling galt der Erforschung des Lebens und des Werks von Johann Gregor Mendel (1822–1884). Seinen fast 300 Publikationen in über 50 wissenschaftlichen Zeitschriften des In- und Auslandes fügte er vor seinem Lebensende sechs wichtige Abhandlungen über „Gregor Mendel als Mensch und Forscher“ hinzu und galt deshalb als der bedeutendste deutschsprachige Mendel-Experte. Er konnte u. a. neue Einblicke in die Forschungsmethodik Mendels geben und die von verschiedenen Kritikern erhobenen Vorwürfe der wissenschaftlichen Unredlichkeit Mendels zurückzuweisen.
Im Jahr 1987 wurde ihm für seine Verdienste um die Erforschung von Persönlichkeit und Werk Gregor Mendels von der Sankt Thomas Universität der amerikanischen Augustiner in Villanova (USA) die Ehrendoktorwürde verliehen. Im Jahr 1992 erhielt er die Goldene Mendel-Medaille für Verdienste in den biologischen Wissenschaften der Tschechoslowakischen Akademie der Wissenschaften in Prag.
Franz Weiling war verheiratet mit Elisabeth Jungewelter, die Mutter von zwei Töchtern und zwei Söhnen wurde. Er verstarb am 27. Juni 1999 in Bonn.